# Zonsverduistering van 1 oktober 1940

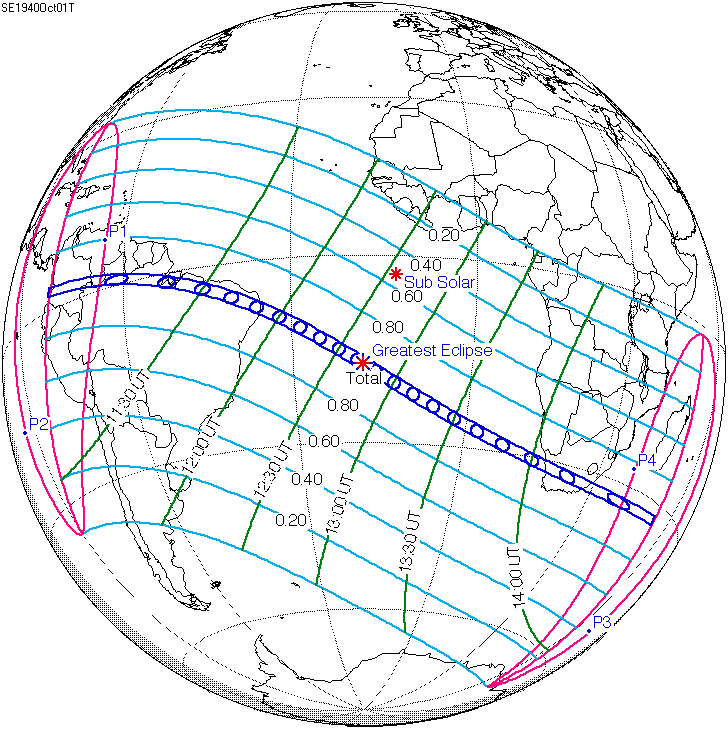
De zonsverduistering was te zien tussen de blauwe lijnen.

De totale zonsverduistering van 1 oktober 1940 trok veel over zee, maar was achtereenvolgens te zien in deze vier landen: Colombia, Venezuela, Brazilië en Zuid-Afrika.

## Lengte

### Maximum
Het punt met maximale totaliteit lag op zee ver van enig land op coördinatenpunt 17.5476° Zuid / 18.1789° West en duurde 5m35,2s.

### Limieten
| Fenomeen                    | Code | Tijdstip UTC  |
| --------------------------- | ---- | ------------- |
| Eerste contact bijschaduw   | P1   | 10:08:13.4 UT |
| Eerste contact kernschaduw  | U1   | 11:03:04.0 UT |
| Kernschaduw compleet vanaf  | U2   | 11:05:38.1 UT |
| Bijschaduw compleet vanaf   | P2   | 12:03:47.1 UT |
| Maximum eclips              | GE   | 12:43:42.0 UT |
| Bijschaduw compleet t/m     | P3   | 13:23:23.7 UT |
| Kernschaduw compleet t/m    | U3   | 14:21:39.5 UT |
| Laatste contact kernschaduw | U4   | 14:24:14.0 UT |
| Laatste contact bijschaduw  | P4   | 15:19:06.2 UT |